# Colobochyla laetalis
Colobochyla laetalis là một loài bướm đêm trong họ Erebidae.